# Église Saint-Éloi de Caffiers
L’église Saint-Éloi est située à Caffiers dans le Pas-de-Calais.

## Historique
Elle a été consacrée le dimanche 26 avril 1885.
Elle a été rénovée en 2018.